# Hans-Eckhard Sommer

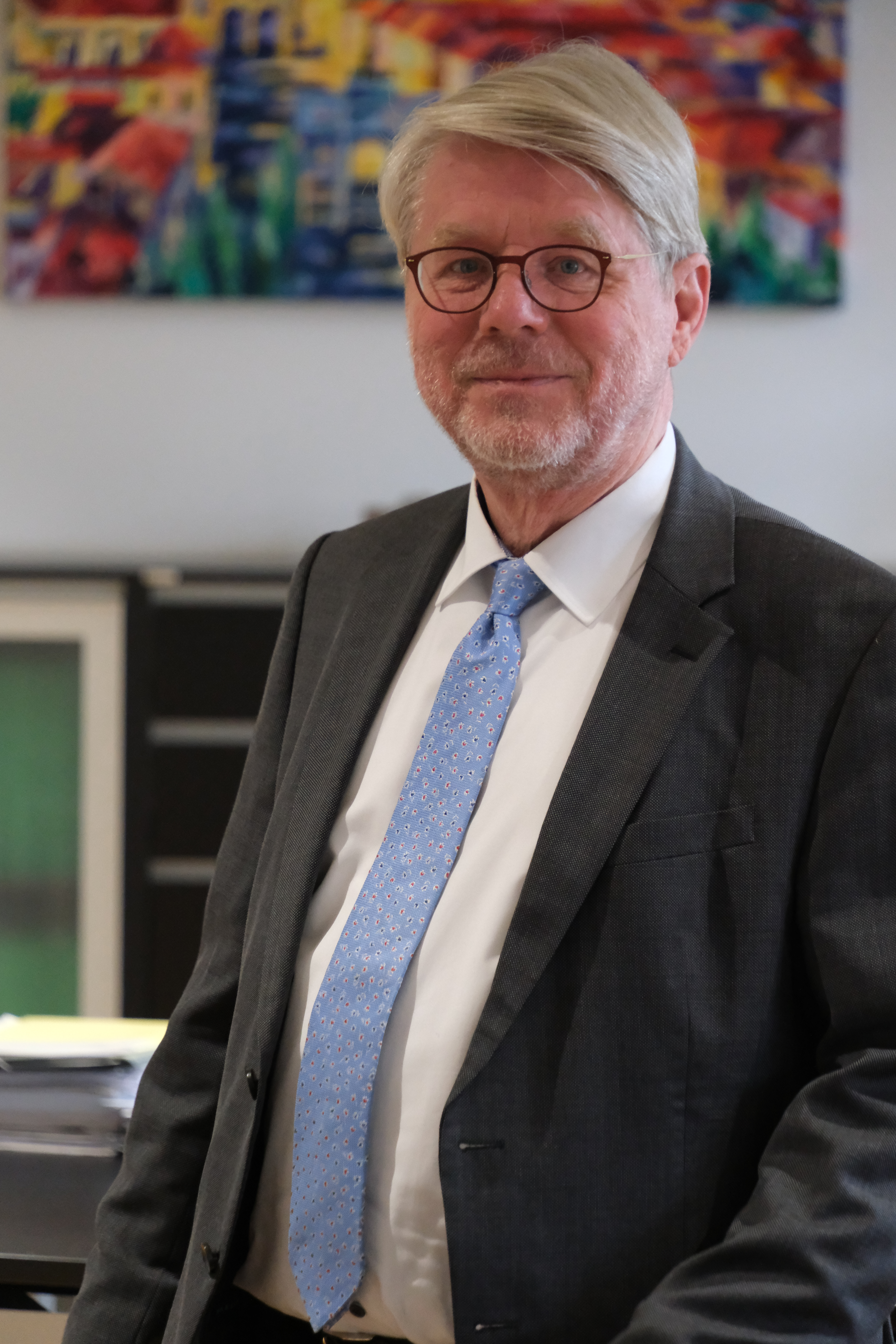
Hans-Eckhard Sommer

Hans-Eckhard Sommer (* 15. August 1961 in Münster) ist ein deutscher Jurist, Verwaltungsbeamter und Kommunalpolitiker (CSU). Seit dem 21. Juni 2018 ist er Präsident des Bundesamtes für Migration und Flüchtlinge. Zuvor war er Ministerialrat in der Funktion Leiter des Sachgebiets Ausländer- und Asylrecht im Bayerischen Innenministerium.

## Leben
Sommer legte 1980 sein Abitur am Schillergymnasium Münster ab. Anschließend studierte er Jura an der Ludwig-Maximilians-Universität München (LMU). Während seiner späteren Tätigkeit als Wissenschaftlicher Assistent am Lehrstuhl für Privatrecht und Patentrecht der Technischen Universität München fertigte er seine Dissertation zum Thema „Die Nichterfüllung der Arbeitspflicht. Grundfragen zur Nichtleistung der Arbeit im Leistungsstörungsrecht des BGB“ und promovierte 1996 an der juristischen Fakultät der LMU zum Dr. jur. Sein Doktorvater war Götz Hueck.
Sommer ist seit 1995 Mitglied der CSU. Als CSU-Abgeordneter saß er zwischen 2002 und 2008 im Münchener Bezirksausschuss Milbertshofen-Am Hart.
Er war Büroleiter des Ministerpräsidenten Edmund Stoiber und persönlicher Referent des Ministerpräsidenten Günther Beckstein. Für die CSU nimmt er das Amt des Kassenprüfers wahr.
Im Frühjahr 2015 bewarb sich Sommer in einem Schreiben an alle Ravensburger Kreisräte für das freiwerdende Landratsamt des Landkreises Ravensburg, das bis dahin von Kurt Widmaier gehalten wurde. Kreistagsfraktionen der CDU und Freien Wähler hatten ihn nach einer Vorstellungsrunde zur Kandidatur ermuntert. Nach langen Jahren im Staatsdienst reize ihn „die Aufgabe sehr, die Seite zu wechseln und kommunalpolitische Verantwortung zu übernehmen“, schrieb er in seinem Bewerbungsschreiben. Eine gute Woche vor der Wahl am 19. März 2015 zog Sommer jedoch seine Bewerbung wieder zurück. Als offizielle Begründung gab er an, nicht gleichzeitig das „derzeit politisch mit am stärksten im Feuer stehende Referat im bayerischen Staatsministerium“ leiten und eine Kandidatur zum Landrat in Ravensburg betreiben zu können. Parteiintern hatte man ihm aber wohl die Aussichtslosigkeit seiner Kandidatur signalisiert.
Sommer gehörte der zehnköpfigen Härtefallkommission in Bayern an.
Er ist seit 1996 Lehrbeauftragter für Verwaltungsrecht am Lehrstuhl für Wirtschaftsrecht und Geistiges Eigentum der Technischen Universität München.
Nachdem am 15. Juni 2018 die Präsidentin des Bundesamtes für Migration und Flüchtlinge (BAMF) Jutta Cordt aufgrund der sogenannten „BAMF-Affäre“ entlassen worden war, wurde Sommer am 20. Juni 2018 zum BAMF-Präsidenten ernannt. Nachdem er im Sommer 2025 eine jesidische Familie mit vier Kindern im Zusammenwirken mit dem Brandenburger Innenministerium in den Irak abgeschoben hatte, obwohl die Abschiebung zeitgleich gerichtlich untersagt worden war, verlangte die Bundestagsfraktion der Grünen seinen sofortigen Rücktritt als BAMF-Präsident wegen Beteiligung am Völkermord an den Jesiden.

## Privates
Seit 1987 ist Sommer verheiratet.